# Stephan Andersen
Stephan Maigaard Andersen (Koppenhága, 1981. október 26. –) dán válogatott labdarúgó, jelenleg a Real Betis játékosa.

## Pályafutása

### Klubcsapatban
A Bröndby IF csapatánál kezdte pályafutását, a Hvidovre IF csapatához került 2000-ben. Innen az Akademisk Boldklub-hoz igazolt 2002-ben. 2004-ben leigazolta a Charlton Athletic.2007-ben visszatért nevelő egyesületéhez a Bröndby IF-hez. 2011-ben leigazolta az Évian Thonon Gaillard FC.

### A válogatottban
11 alkalommal játszott a Dán válogatottban.

## Fordítás
- Ez a szócikk részben vagy egészben  a   Stephan Andersen című angol Wikipédia-szócikk fordításán alapul.  Az eredeti cikk szerkesztőit annak laptörténete sorolja fel. Ez a jelzés csupán a megfogalmazás eredetét és a szerzői jogokat jelzi, nem szolgál a cikkben szereplő információk forrásmegjelöléseként.